# Església catòlica a Corea

Mapa de les arxidiocesis i diòcesis catòliques a Corea.

Corea és considerada per l'Església catòlica com un sol país, per això només hi ha una conferència episcopal coreana. De fet, només hi ha una jerarquia eclesiàstica a Corea del Sud mentre que al Nord no es reconeix la llibertat de culte als catòlics excepte a través de l'Associació de Catòlics de Corea del Nord establerta pel govern seguint l'exemple de l'Associació Patriòtica Catòlica Xina i, com aquesta, no és reconeguda per la Santa Seu.

## Història
La història de l'Església catòlica a Corea és relativament recent i té un inici singular: a finals del segle xviii, alguns estudiosos van entrar en contacte amb els textos bíblics en xinès portats al seu país per alguns missioners occidentals i van començar a estudiar la doctrina catòlica. independentment.
El 1784 un d'ells, Lee Seung Hun, va ser enviat a Pequín per ser batejat per missioners catòlics; de tornada a casa va batejar els altres membres del seu grup, donant així vida a l'Església coreana sense cap aportació externa.
Al segle xix l'Església acabada de néixer va ser afectada per persecucions. L'any 1866 els cristians coreans van patir el martiri més dolorós de la seva història: més de deu mil fidels van ser massacrats, la meitat de tots els existents al país.
La llibertat de professar el catolicisme es va aconseguir l'any 1886, arran d'un tractat entre Corea i França. Les persecucions, però, no van acabar: el maig de 1901 es va fer una altra matança de 700 cristians.
L'any 1910 la invasió japonesa va comportar noves limitacions a la professió de la fe cristiana.
Al final de la Segona Guerra Mundial el país va ser dividit en dos estats per les dues superpotències. Les entitats estatals van entrar en guerra entre elles.

### Al nord
A mitjan segle, el 30% dels habitants de la capital Pyongyang professaven la fe catòlica, enfront de l'1% a la resta del país Durant la guerra de Corea (1950-1953) les tropes comunistes van caçar missioners, religiosos estrangers i cristians coreans, fins i tot perseguint-los al Sud. L'objectiu del règim de Corea del Nord era destruir tota presència cristiana. Al nord van ser destruïts tots els monestirs i esglésies; els monjos i els sacerdots van ser detinguts i condemnats a mort.
Al començament de la guerra, el primer delegat apostòlic a Corea, el bisbe Patrick James Byrne, també va ser detingut : tot i ser ciutadà nord-americà, va ser condemnat a mort, però la sentència no va ser executada. Va ser deportat a un camp de concentració, on va morir uns mesos després en penúries i privacions.
No hi ha notícies del que va passar amb els cristians els anys següents perquè el règim coreà és un dels més tancats al món exterior. El destí dels 166 sacerdots i religiosos residents al Nord al final de la guerra és encara desconegut .
Avui l'Església del Nord roman sense clergat i sense culte. Segons dades oficials, els catòlics de Corea del Nord són uns 4.000, a més d'uns 12.000 protestants. Tanmateix, les dades fan referència a membres de l'"Associació Catòlica de Corea del Nord", una organització creada pel govern, aleshores controlada pel règim. Les esglésies autoritzades són només tres a tot el país, concentrades a la capital Pyongyang: dues són protestants (les esglésies de Bongsu i Chilgol) i una catòlica (l'església de Changchung, per a molts un "aparador" per a l'ús del règim). Fins al 2013 l'anuari pontifici va continuar indicant com a bisbe de Pyongyang, monsenyor Francis Hong Yong-ho, que hauria passat el segle de vida, però del qual no se'n tenen notícies des de 1949.
La societat nord-coreana s'ha dividit en tres classes, cadascuna de les quals està formada per 17 categories. Els privilegiats pertanyen a la primera classe (poden aspirar a càrrecs governamentals o al grau d'oficial de l'exèrcit); al segon, la classe mitjana (que en la vida civil pot assolir el grau d'oficial mentre que en la vida militar s'atura al grau de soldat); tots els sospitosos de rebel·lió i oposició a l'estat formen part de la tercera classe. Els llaços de sang són essencials per pertànyer a una classe. En conseqüència, no s'espera que un individu passi d'una classe a una altra.
Els vincles de sang tenen una altra conseqüència important: a Corea del Nord és legal que una persona sigui empresonada pels seus vincles de sang amb un condemnat. Així, si un familiar és condemnat, els seus familiars propers també acaben a la presó.
Els cristians pertanyen a la tercera classe. De les 51 categories que conformen la societat nord-coreana, pertanyen a la 37a; si catòlic fins al 39. La comunitat cristiana està sotmesa a una dura repressió per part de les autoritats. Un catòlic fidel al papa és doblement mal vist : acusat de deslleialtat al règim (només es reconeix l'"Associació Catòlica de Corea del Nord") i sospitat de relacions amb la Xina. A Corea del Nord, la repressió de la llibertat religiosa és total. Practicar la fe en privat, a nivell personal, també és un delicte. Les penes van des de l'empresonament en un camp de treball, per un període o de per vida, fins a la mort per execució pública. Al país comunista, ser "descobert" mentre s'assisteix a una missa en un lloc no autoritzat pot comportar penes de presó i, en el pitjor dels casos, tortura i fins i tot pena de mort. Només tenir una bíblia es considera un delicte que pot conduir a una condemna a mort. El 16 de juny de 2009, una dona cristiana de 33 anys, Ri Hyon-ok, va ser condemnada a mort i executada per "posar Bíblies en circulació".
Els familiars d'un condemnat també poden ser detinguts al seu torn. De fet, a més dels camps de treball, hi ha camps de "reeducació" a Corea del Nord, especialment construïts per tancar les famílies dels condemnats.
Segons l'informe de 2014 de l'organització no governamental "Open Doors International" ("Open Doors"), actualment hi ha entre 50.000 i 70.000 cristians tancats als sis camps de treball del país. Des del 2003, Corea del Nord sempre ha ocupat el primer lloc a l'informe anual de l'ONG sobre la persecució dels cristians.
Les condicions de degradació material i moral a què estan sotmesos els condemnats als camps de treball van ser descrites per Shin Dong-hyuk, l'única persona que va aconseguir escapar i salvar-se fora del país. Shin va explicar la seva experiència al llibre Escape from the Field 14 (2014).

### Al sud
Al sud, l'Església gaudeix de llibertat religiosa i està governada pels bisbes locals. De fet, des del 1962 els bisbes europeus han deixat pas als bisbes coreans. Les estadístiques mostren que 85.000 coreans es van convertir al catolicisme el 2012.
Corea del Sud és actualment el cinquè país asiàtic en nombre de catòlics (uns 5.800.000 el 2017), només superat per Filipines, Índia, Vietnam i Indonèsia (sense comptar la Xina, per a la qual no hi ha estadístiques fiables); en percentatge segueix les Filipines, Timor Oriental i el
Líban.
L'Església coreana va rebre les visites pastorals del papa Joan Pau II el 1984 i el 1989 i la del papa Francesc el 2014 .

## Organització eclesiàstica
L'Església catòlica a Corea es divideix en 17 diòcesis (dividides en 3 províncies eclesiàstiques), una abadia territorial i un ordinariat militar.

### Província eclesiàstica de Daegu

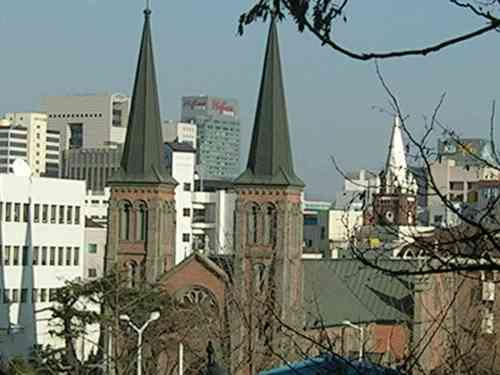
La catedral de Taegu

- Arxidiòcesi de Daegu (Sud)
  - Diòcesi d'Andong (Sud)
  - Diòcesi de Cheongju (Sud)
  - Diòcesi de Masan (Sud)
  - Diòcesi de Pusan (Sud)

### Província eclesiàstica de Gwangju
- Arxidiòcesi de Gwangju (Sud)
  - Diòcesi de Jeju (Sud)
  - Diòcesi de Jeonju (Sud)

### Província eclesiàstica de Seül
- Arxidiòcesi de Seül (Nord i Sud)

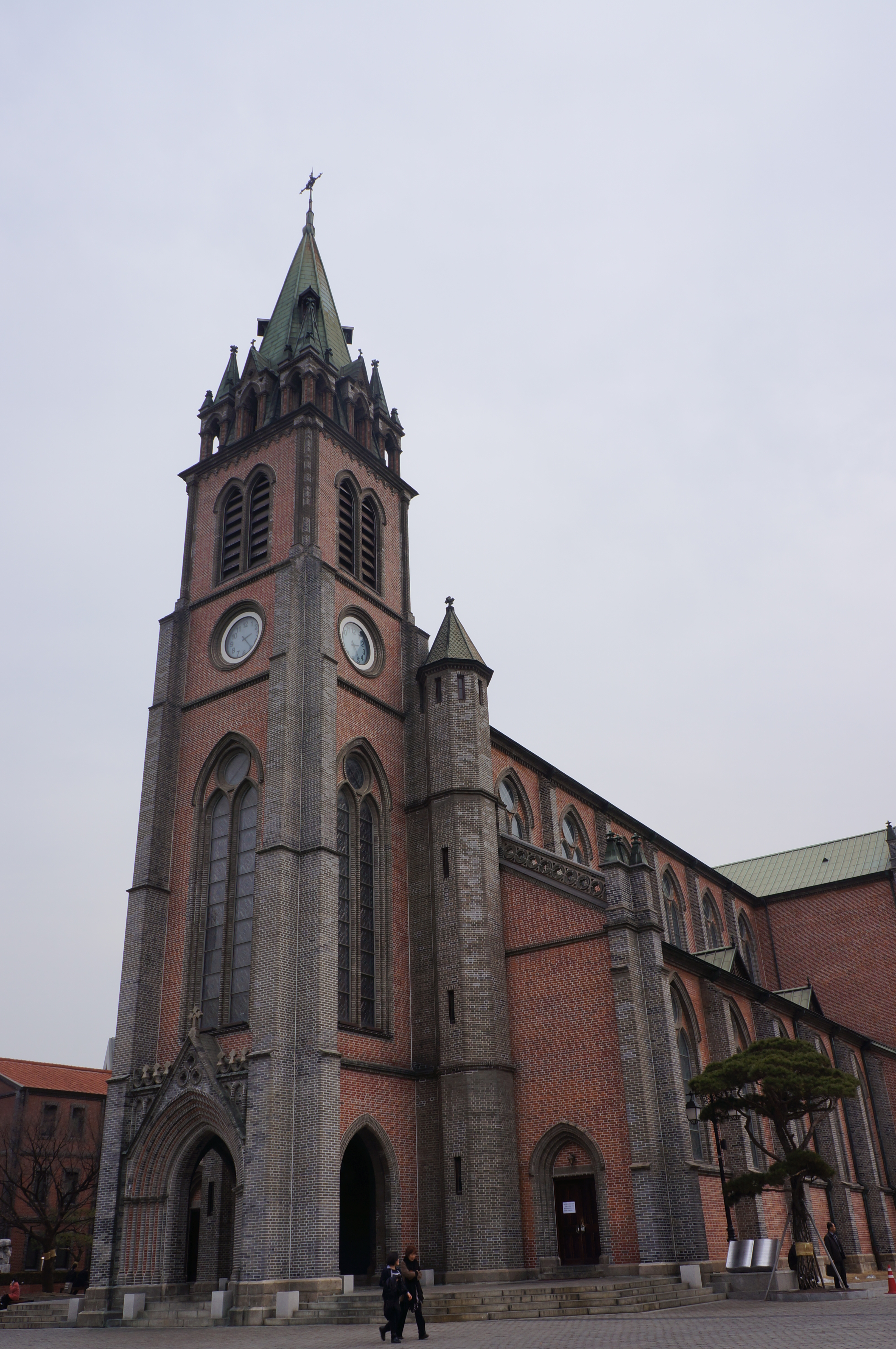
Catedral de la Immaculasa Concepció (Myeongdong) a Seül

  - Diòcesi de Chuncheon (Nord i Sud)
  - Diòcesi de Hamhung (Nord)
  - Diòcesi d'Inchon (Sud)
  - Diòcesi de Pyongyang (Nord)
  - Diòcesi de Suwon (Sud)
  - Diòcesi de Daejeon (Sud)
  - Diòcesi de Uijongbu (Sud)
  - Diòcesi de Wonju (Sud)

### Immediatament subjectes a la Santa Seu
- Abadia territorial de Tokwon (Nord)
- Ordinariat militar de Corea (Sud)

## Nunciatura apostòlica
La delegació apostòlica per a Corea es va establir el 7 d'abril de 1949 amb el breu A Missionibus longissime del papa Pius XII.
La nunciatura apostòlica de Corea es va establir el 5 de setembre de 1966 amb el breu Haud multum del papa Pau VI.

### Delegats Apostòlics
- Patrick James Byrne, M.M. † (7 d'abril de 1949 - 25 de novembre de 1950 mort)
- Egano Righi-Lambertini † (28 de desembre de 1957 - 9 de juliol de 1960 nomenat nunci apostòlic al Líban)
- Saverio Zupi † (26 d'octubre de 1960 - 31 de gener de 1962 nomenat internunci apostòlic al Pakistan)
- Antonio del Giudice † (18 d'abril de 1962 - 5 de setembre de 1966 nomenat nunci apostòlic)

### Nuncis apostòlics
- Antonio del Giudice † (5 de setembre de 1966 - 19 d'agost de 1967 nomenat nunci apostòlic a la República Dominicana)
- Ippolito Rotoli † (2 de setembre de 1967 - 15 de novembre de 1972 nomenat pro-nunci apostòlic a Etiòpia)
- Luigi Dossena † (26 de febrer de 1973 - 24 d'octubre de 1978 nomenat pro-nunci apostòlic a Níger, Alto Volta, Cap Verd i Senegal i delegat apostòlic a Mali, Guinea Bissau i Mauritània)
- Luciano Angeloni † (25 de novembre de 1978 - 21 d'agost de 1982 nomenat nunci apostòlic a Libano)
- Francesco Monterisi (24 de desembre de 1982 - 20 de juny de 1987 nomenat oficial de la Cúria pontifícia)
- Ivan Dias † (20 de juny de 1987 - 16 de gener de 1991 nomenat nunci apostòlic a Albània)
- John Bulaitis † (30 de novembre de 1991 - 25 de març de 1997 nomenat nunci apostòlic a Albània)
- Giovanni Battista Morandini (23 d'abril de 1997 - 6 de març de 2004 nomenat nunci apostòlic a Síria)
- Emil Paul Tscherrig (22 de maig de 2004 - 26 de gener de 2008 nomenat nunci apostòlic a Dinamarca, Finlàndia, Islàndia, Noruega i Suècia)
- Osvaldo Padilla (12 d'abril de 2008 - 15 de setembre de 2017 jubilat)
- Alfred Xuereb, des del 26 de febrer de 2018

## Conferència Episcopal
Llista de presidents de la Conferència Episcopal de Corea:
- Bisbe Thomas F. Quinlan, S.S.C.M.E. (1959 - 1964)
- Arquebisbe Paul Marie Ro Ki-nam (1964 - 1967)
- Bisbe Victorinus Youn Kong-hi (1967 - 1970)
- Cardenal Stephen Kim Sou-hwan (1970 - 1975)
- Arquebisbe Victorinus Youn Kong-hi (1975 - 1981)
- Cardenal Stephen Kim Sou-hwan (1981 - 1987)
- Bisbe Angelo Kim Nam-su (1987 - 1993)
- Arquebisbe Paul Ri Moun-hi (1993 - 1996)
- Arquebisbe Nicholas Cheong Jin-suk (1996 - 1999)
- Bisbe Michael Pak Jeong-il (1999 - 2002)
- Arquebisbe Andreas Choi Chang-mou (2002 - 2005)
- Bisbe Augustine Cheong Myong-jo (novembre de 2005 - 2006)
- Bisbe John of the Cross Chang Yik (2006 - 2008)
- Bisbe Peter Kang U-il (16 d'octubre de 2008 - 30 d'octubre de 2014)
- Arquebisbe Hyginus Kim Hee-jong (30 d'octubre de 2014 - 14 d'octubre de 2020)
- Bisbe Mathias Ri Iong-hoon (Lee Yong-Hoon), dal 14 d'octubre de 2020

Llista de vicepresidents de la Conferència de Bisbes Catòlics de Corea:
- Bisbe James Kim Ji-seok (16 d'octubre de 2008 - 30 d'octubre de 2014)
- Bisbe Gabriel Chang Bong-hun (30 d'octubre de 2014 - 15 d'octubre de 2020)
- Bisbe Basil Cho Kyu-man, dal 14 d'octubre de 2020

Llista de secretaris generals de la Conferència de Bisbes Catòlics de Corea:
- Mossèn Thaddaeus Lee Ki-rak (2009 - ?)
- Bisbe Mathias Ri Iong-hoon (Lee Yong-Hoon) (12 d'octubre de 2016 - 14 d'octubre de 2020)
- Bisbe Lazarus You Heung-sik (14 d'octubre de 2020 - 11 de juny de 2021)